# NGC 6501
NGC 6501 é uma galáxia espiral (S0-a) localizada na direcção da constelação de Hercules. Possui uma declinação de +18° 22' 25" e uma ascensão recta de 17 horas, 56 minutos e 03,7 segundos.
A galáxia NGC 6501 foi descoberta em 29 de Junho de 1799 por William Herschel.